# Santisteban del Puerto
Santisteban del Puerto ist eine Stadt in der spanischen Provinz Jaén.
2024 hatte die Gemeinde 4.457 Einwohner und eine Fläche von 373 km², was einer Bevölkerungsdichte von 12 Personen pro Quadratkilometer entspricht. Santisteban del Puerto liegt 675 Meter über dem Meeresspiegel und 108 km von Jaén entfernt.
Bei den Dinosaurier-Fußabdrücken von Santisteban del Puerto handelt es sich um eine Reihe von 24 Abdrücken zweibeiniger Dinosaurier aus der Familie der Archosaurier aus der Trias auf rotem Sandsteinton: Es handelt sich um eine der beiden in Andalusien entdeckten Ichnit-Fundstellen. Das Alter dieser Fundstelle beträgt etwa 230 Millionen Jahre. Sie wurden 2001 zum Naturdenkmal erklärt.
Siehe auch: Herzog von Santisteban del Puerto